# 610'erne f.Kr.
Århundreder: 8. århundrede f.Kr. – 7. århundrede f.Kr. – 6. århundrede f.Kr.
Årtier: 660'erne f.Kr. 650'erne f.Kr. 640'erne f.Kr. 630'erne f.Kr. 620'erne f.Kr. – 610'erne f.Kr. – 600'erne f.Kr. 590'erne f.Kr. 580'erne f.Kr. 570'erne f.Kr. 560'erne f.Kr.
År: 619 f.Kr. 618 f.Kr. 617 f.Kr. 616 f.Kr. 615 f.Kr. 614 f.Kr. 613 f.Kr. 612 f.Kr. 611 f.Kr. 610 f.Kr.